# Xaile

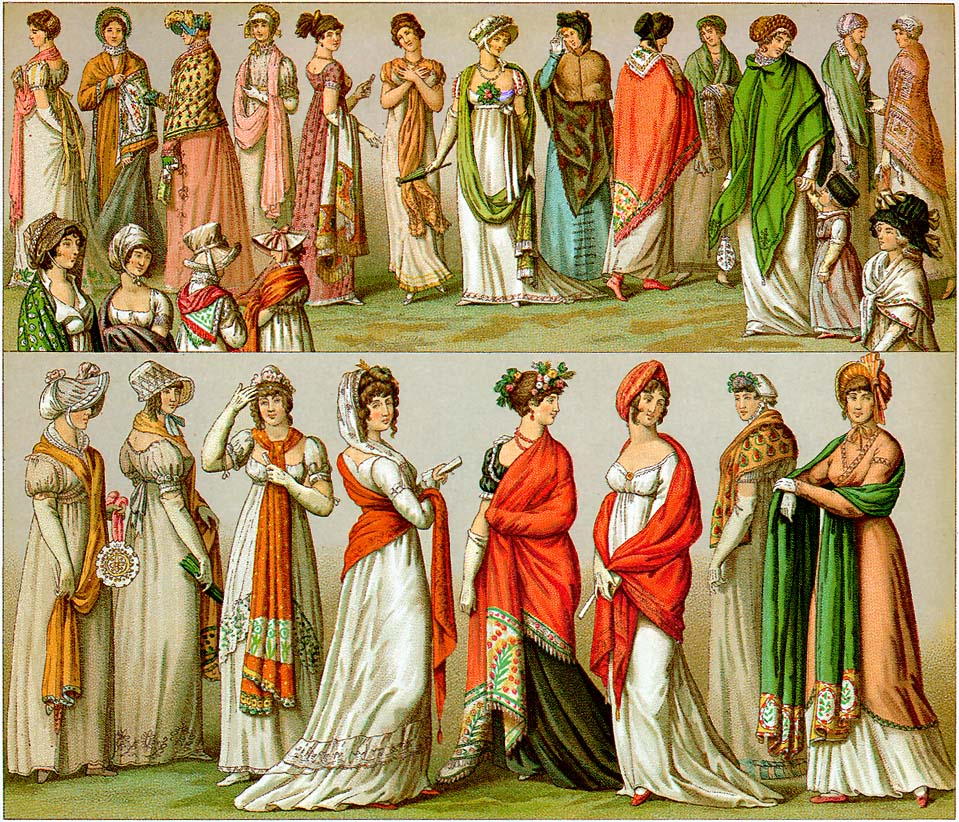
Uso de xailes no século XIX na França.

Um xaile ou xale é uma peça de vestuário que se coloca de forma não presa sobre os ombros e braços, e por vezes sobre a cabeça. É geralmente rectangular ou quadrado, sendo por vezes dobrado para ficar com forma triangular. São mais raros os xailes originalmente triangulares.

## Ver também

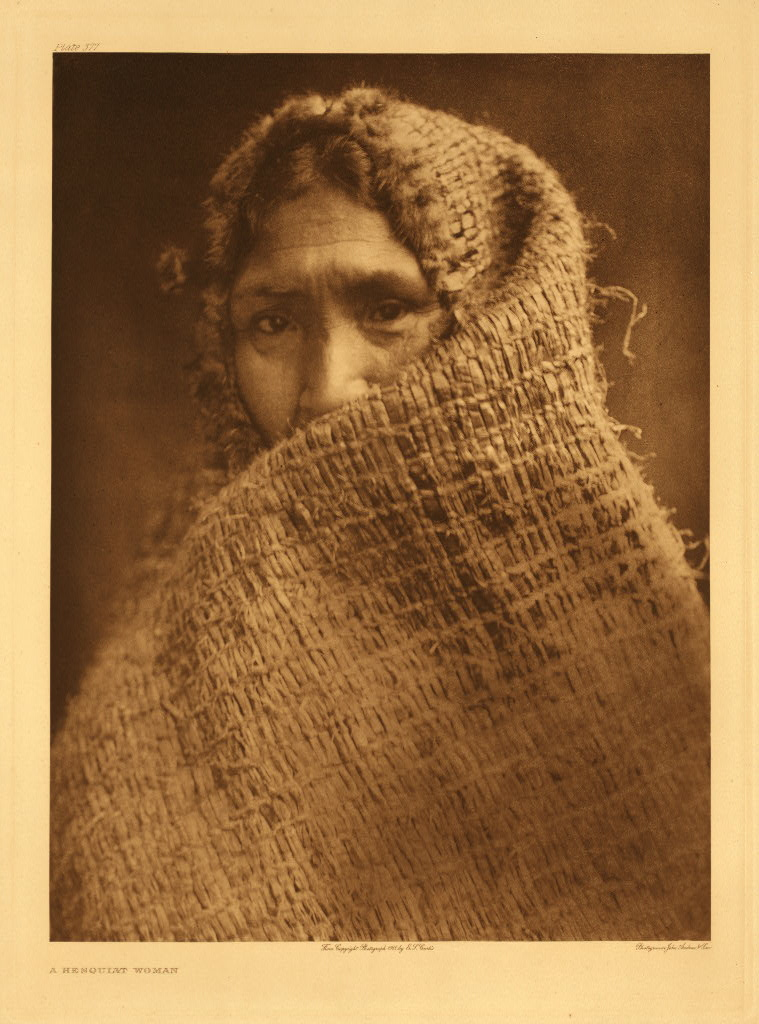
Mulher Hesquiat envolta em xaile.
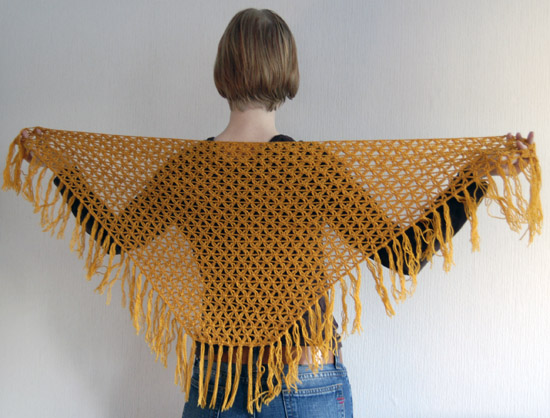
Exemplo de xaile de lã triangular.